# 熊笹ノ峰
熊笹ノ峰（くまささのみね）は丹沢山地の丹沢主稜にある標高1,523 mの山。神奈川県相模原市と足柄上郡山北町の境にあり、丹沢大山国定公園に指定されている。

## 登山道
丹沢主稜縦走路上にある山で、檜洞丸方面や犬越路・大室山方面への通過点として登られる。西丹沢ビジターセンター（旧西丹沢自然教室）より犬越路または檜洞丸を経由するルートが一般的である。なお、2017年（平成29年）4月に西丹沢自然教室は西丹沢ビジターセンターに改称した。他に日陰沢橋から登るルートもある。

## 周辺の山など
- 大室山 (1,588 m)
- 大杉丸 (1,169 m)
  - 犬越路 (1,060 m)
- 小笄 (1,288 m)
- 大笄 (1,510 m)
- 檜洞丸 (1,601 m)

## 関連画像

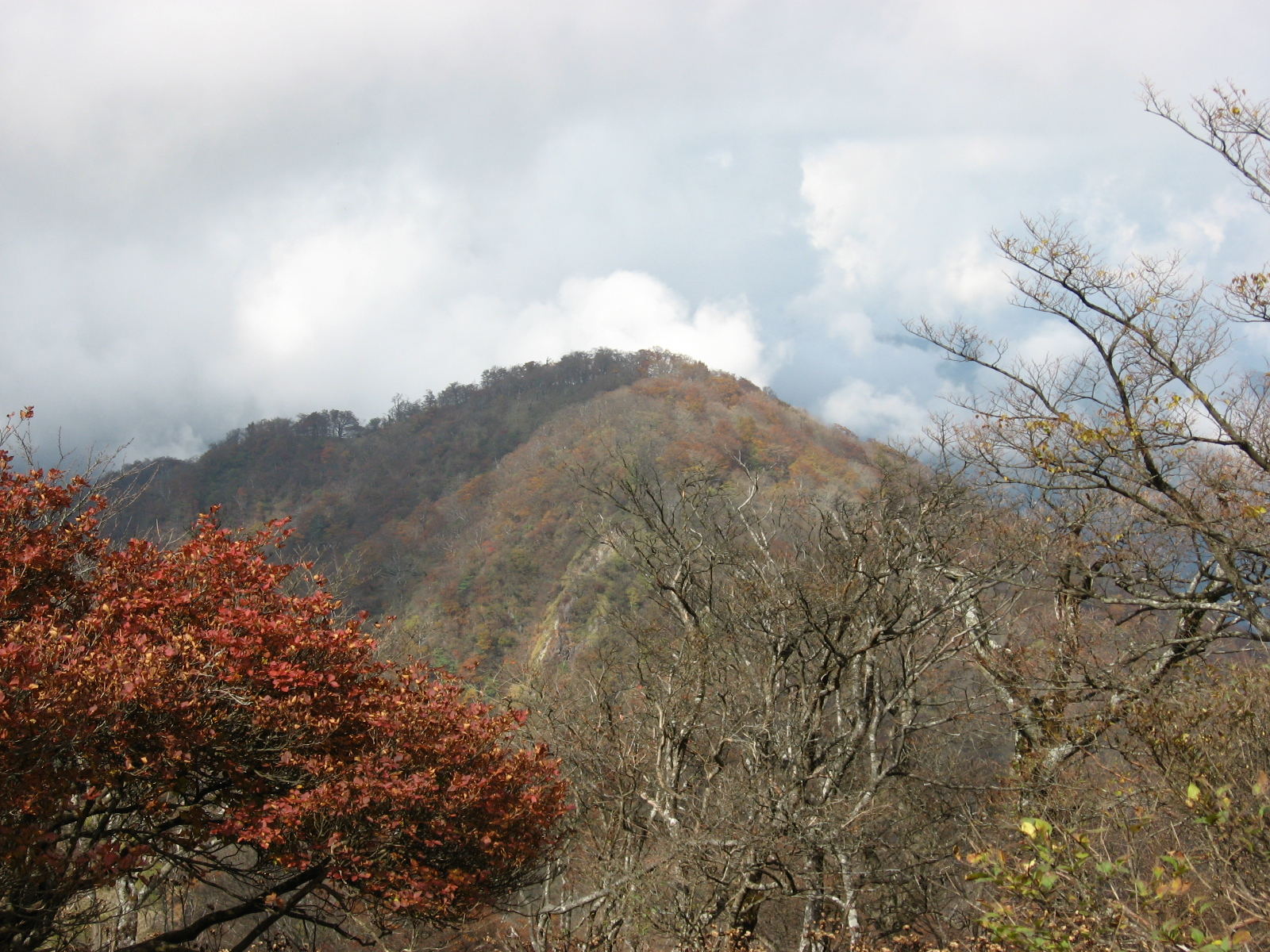
檜洞丸付近より見た熊笹ノ峰